# Ctenocolletes smaragdinus
Ctenocolletes smaragdinus is een vliesvleugelig insect uit de familie Stenotritidae. De wetenschappelijke naam van de soort is voor het eerst geldig gepubliceerd in 1868 door Smith.